# Wladislaw Kirejew
Wladislaw Kirejew (kasachisch Владислав Киреев, englisch Vladislav Kireyev; * 24. September 2000 in Temirtau, Gebiet Qaraghandy) ist ein kasachischer Biathlet. Er nahm an den Olympischen Spielen 2022 teil.

## Sportliche Laufbahn
Wladislaw Kirejew nahm von 2017 bis 2020 ausschließlich an Wettkämpfen auf Juniorenebene teil. Dabei hatte er in den Anfangsjahren weniger Erfolge, erst mit den Jugendweltmeisterschaften 2019 zeigte sich das Potenzial des Kasachen. In Einzel und Sprint wurde er Vierter, als Schlussläufer der Männerstaffel verlor er den Zielsprint gegen Alex Cisar und Didier Bionaz und musste sich daraufhin ebenfalls mit dem vierten Platz begnügen. Auch bei den Juniorenweltmeisterschaften 2020 kratzte Kirejew im Einzel an einem Medaillenrang, wieder verhinderte aber ein Schießfehler zu viel das Podest. Ohne internationale Erfahrungen auf Seniorenebene ging es daraufhin zu den Weltmeisterschaften in Antholz, wo er Rang 85 im Sprint erreichte und alle drei Staffelrennen bestritt. Auch an den Europameisterschaften nahm der Kasache teil, wurde 38. in der Verfolgung und bestritt kurz vor Saisonende in Nové Město na Moravě auch seine ersten regulären Weltcuprennen. Im Winter 2020/21 gehörte er ab den Wettkämpfen von Oberhof zur Weltcupmannschaft und wurde gleich bei seinem ersten Einsatz an der Seite von Jelisaweta Beltschenko 10. in der Single-Mixed-Staffel. In Nové Město erreichte er als 60. des Sprints sein erstes Verfolgungsrennen im Weltcup, welches er als 58. abschloss.
Anfang 2022 drang Kirejew in Osrblie als Sprint-Neunter erstmals unter die Top 10 eines IBU-Cup-Rennens vor, startete aber im Großteil des Winters wieder auf der höchsten Rennebene. Schließlich wurde er neben Alexander Muchin als zweiter kasachischer Biathlet auch für die Olympischen Winterspiele von Peking nominiert. Dort konnte er überzeugen, schoss im 20-km-Einzelwettkampf keinen einzigen Fehler und stellte mit Rang 25 sein persönliches Bestergebnis auf. Beim Weltcup von Le Grand-Bornand Ende 2022 erreichte der Kasache seinen zweiten Weltcupverfolger, bei den Weltmeisterschaften 2023 sprang als bestes Ergebnis Platz 68 im Einzel heraus. Seine ersten Weltcuppunkte gewann Kirejew bei den Wettkämpfen von Nové Město na Moravě als 33. des Sprints, im zugehörigen Verfolger verlor er nach zwei Schießfehlern zehn Plätze und kam als 43. ins Ziel. Noch einmal verbessern konnte sich der Kasache im Laufe der Saison 2023/24. In der Lenzerheide und in Oberhof erzielte er zwei 29. Plätze in den jeweiligen Sprintrennen, zudem lief er bei den Weltmeisterschaften – gemeinsam mit Alexander Muchin, Ässet Düissenow und Nikita Akimow – auf den zehnten Platz, was einer kasachischen Herrenstaffel zuletzt im März 2017 gelungen war.
Weniger überzeugend verlief der Weltcupwinter 2024/25, indem Kirejew lediglich einmal in die Punkteränge lief. Größeren Erfolg hatte er bei den Asienspielen, in deren Rahmen der Kasache Gold im Sprint und Silber mit der Staffel gewann.

## Statistiken

### Weltcupplatzierungen
Die Tabelle zeigt alle Platzierungen (je nach Austragungsjahr einschließlich Olympische Spiele und Weltmeisterschaften).
- 1.–3. Platz: Anzahl der Podiumsplatzierungen
- Top 10: Anzahl der Platzierungen unter den ersten zehn (einschließlich Podium)
- Punkteränge: Anzahl der Platzierungen innerhalb der Punkteränge (einschließlich Podium und Top 10)
- Starts: Anzahl gelaufener Rennen in der jeweiligen Disziplin
- Staffel: inklusive Mixed- und Single-Mixed-Staffeln

| Platzierung               | Einzel | Sprint | Verfolgung | Massenstart | Staffel | Gesamt |
| ------------------------- | ------ | ------ | ---------- | ----------- | ------- | ------ |
| 1. Platz                  |        |        |            |             |         |        |
| 2. Platz                  |        |        |            |             |         |        |
| 3. Platz                  |        |        |            |             |         |        |
| Top 10                    |        |        |            |             | 1       | 1      |
| Punkteränge               |        | 4      | 1          |             | 34      | 39     |
| Starts                    | 9      | 28     | 7          |             | 34      | 78     |
| Stand: Saisonende 2024/25 |        |        |            |             |         |        |

### Weltcupwertungen

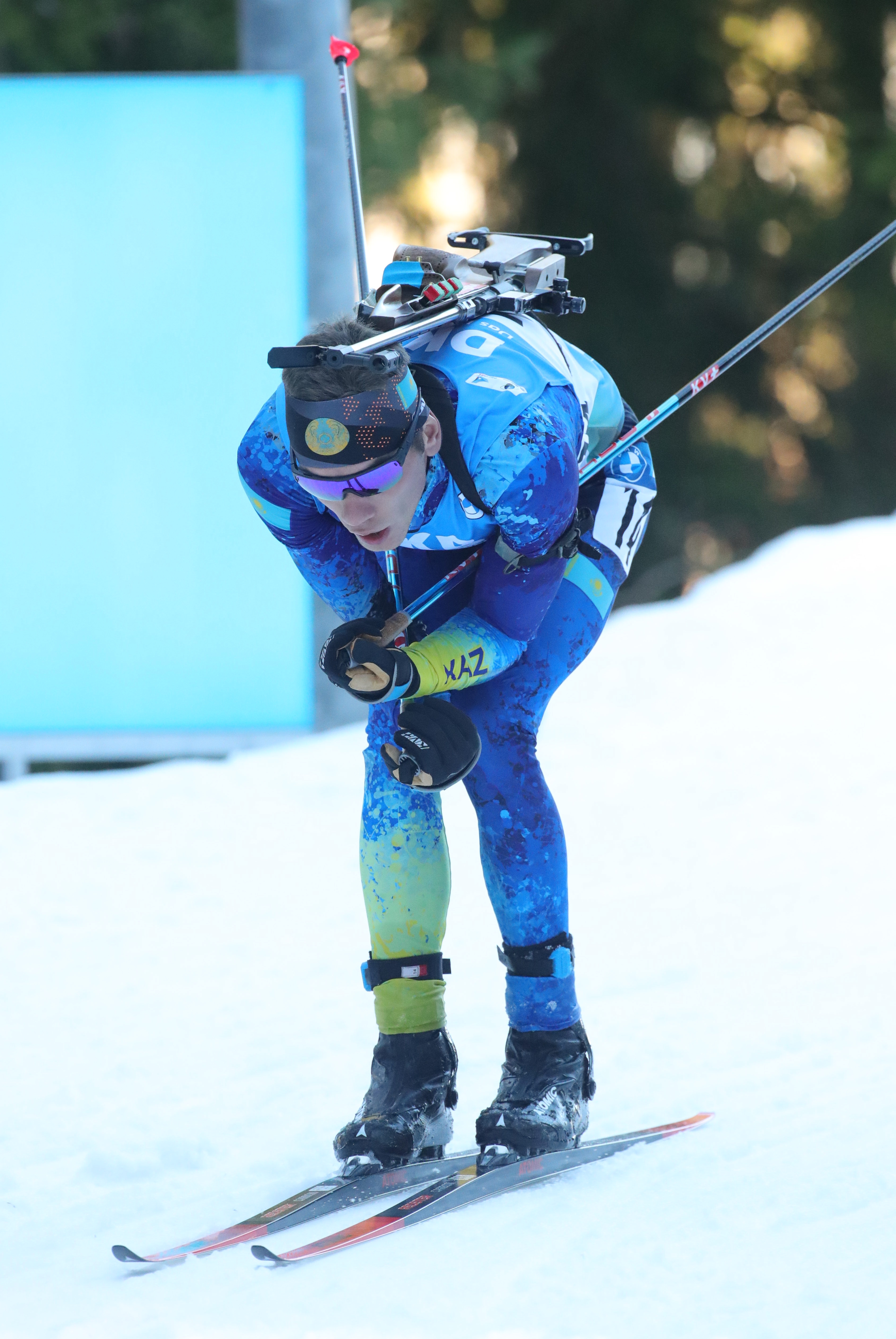
Kirejew während des WM-Einzels 2023

Ergebnisse bei Weltcups (Disziplinen- und Gesamtweltcup) gemäß Punktesystem.
| Saison  | Einzel | Einzel | Sprint | Sprint | Verfolgung | Verfolgung | Massenstart | Massenstart | Gesamt | Gesamt |
| Saison  | Platz  | Punkte | Platz  | Punkte | Platz      | Punkte     | Platz       | Punkte      | Platz  | Punkte |
| ------- | ------ | ------ | ------ | ------ | ---------- | ---------- | ----------- | ----------- | ------ | ------ |
| 2022/23 | –      | –      | 76.    | 8      | –          | –          | –           | –           | 88.    | 8      |
| 2023/24 | –      | –      | 44.    | 33     | –          | –          | –           | –           | 60.    | 33     |
| 2024/25 | –      | –      | –      | –      | 72.        | 2          | –           | –           | 89.    | 2      |

### Olympische Winterspiele
Ergebnisse bei Olympischen Winterspielen:
|                                        | Einzelwettbewerbe | Einzelwettbewerbe | Einzelwettbewerbe | Einzelwettbewerbe | Staffelwettbewerbe | Staffelwettbewerbe |
| Einzel                                 | Sprint            | Verfolgung        | Massenstart       | Herrenstaffel     | Mixedstaffel       |                    |
| -------------------------------------- | ----------------- | ----------------- | ----------------- | ----------------- | ------------------ | ------------------ |
| Olympische Winterspiele 2022 \| Peking | 25.               | 77.               | –                 | –                 | –                  | –                  |

### Biathlon-Weltmeisterschaften
Ergebnisse bei den Weltmeisterschaften:
| Weltmeisterschaften | Weltmeisterschaften | Einzelwettbewerbe | Einzelwettbewerbe | Einzelwettbewerbe | Einzelwettbewerbe | Staffelwettbewerbe | Staffelwettbewerbe | Staffelwettbewerbe |
| Jahr                | Ort                 | Einzel            | Sprint            | Verfolgung        | Massenstart       | Herrenstaffel      | Mixedstaffel       | S.-M.-Staffel      |
| ------------------- | ------------------- | ----------------- | ----------------- | ----------------- | ----------------- | ------------------ | ------------------ | ------------------ |
| 2020                | Antholz             | –                 | 85.               | –                 | –                 | 25.                | 22.                | 22.                |
| 2021                | Pokljuka            | 69.               | –                 | –                 | –                 | 23.                | 27.                | 17.                |
| 2023                | Oberhof             | 68.               | 69.               | –                 | –                 | 20.                | 26.                | –                  |
| 2024                | Nové Město          | 47.               | 45.               | 52.               | –                 | 10.                | 21.                | –                  |
| 2025                | Lenzerheide         | 74.               | 64.               | –                 | –                 | 23.                | –                  | –                  |

### Jugend-/Juniorenweltmeisterschaften

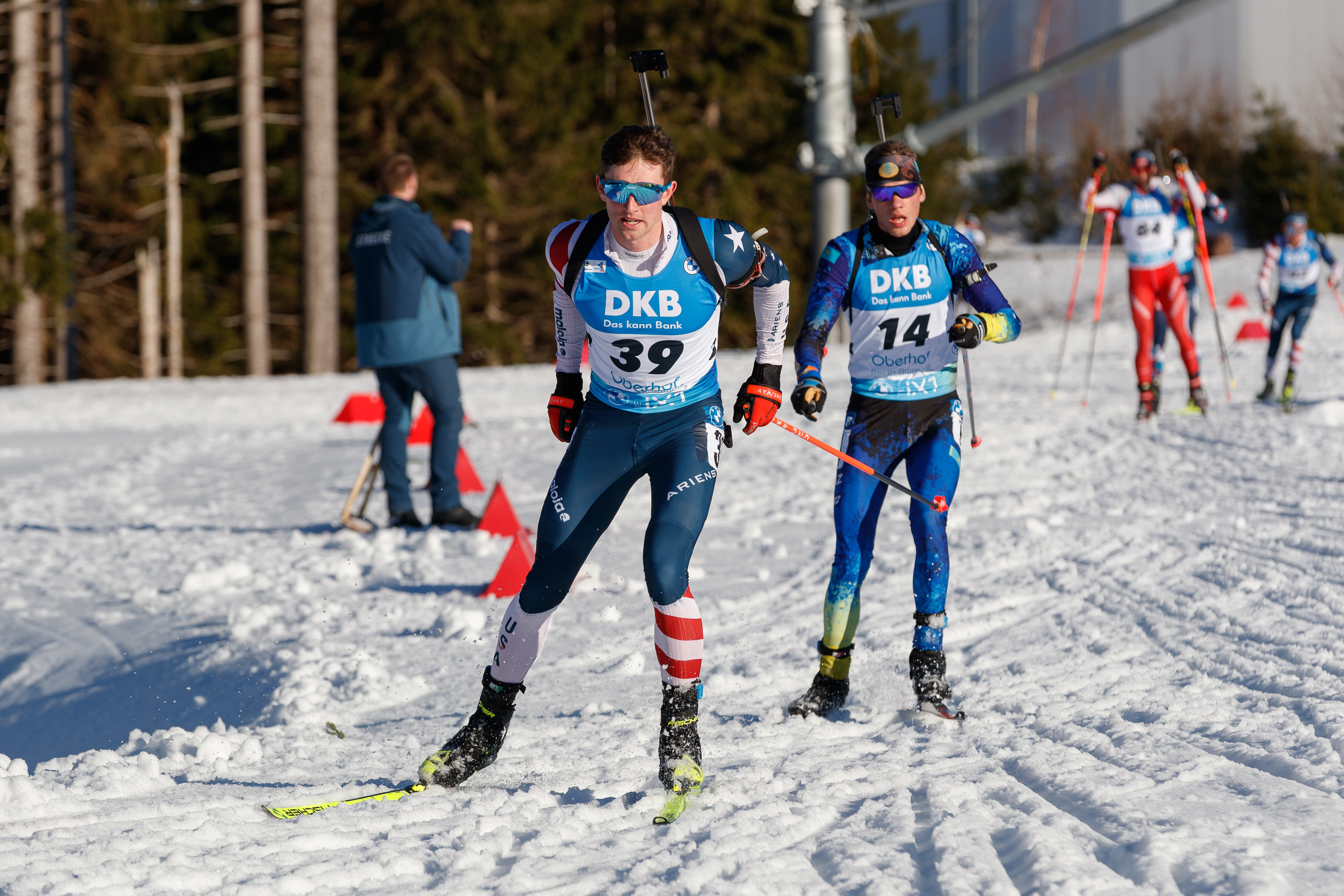
Kirejew hinter Sean Doherty, 2023 in Oberhof

Kirejew nahm bis 2019 an den Jugend-, ab 2020 an den Juniorenwettkämpfen teil.
| Weltmeisterschaften | Weltmeisterschaften | Einzelwettbewerbe | Einzelwettbewerbe | Einzelwettbewerbe | Herrenstaffel |
| Jahr                | Ort                 | Einzel            | Sprint            | Verfolgung        | Herrenstaffel |
| ------------------- | ------------------- | ----------------- | ----------------- | ----------------- | ------------- |
| 2017                | Osrblie             | 69.               | 34.               | 54.               | 17.           |
| 2018                | Otepää              | 43.               | 19.               | 11.               | 12.           |
| 2019                | Osrblie             | 4.                | 4.                | 12.               | 4.            |
| 2020                | Lenzerheide         | 5.                | 35.               | 27.               | 19.           |
| 2021                | Obertilliach        | 54.               | 23.               | 14.               | −             |